# 道の駅通潤橋
道の駅通潤橋（みちのえき つうじゅんきょう）は、熊本県上益城郡山都町にある国道218号の道の駅である。

## 概要

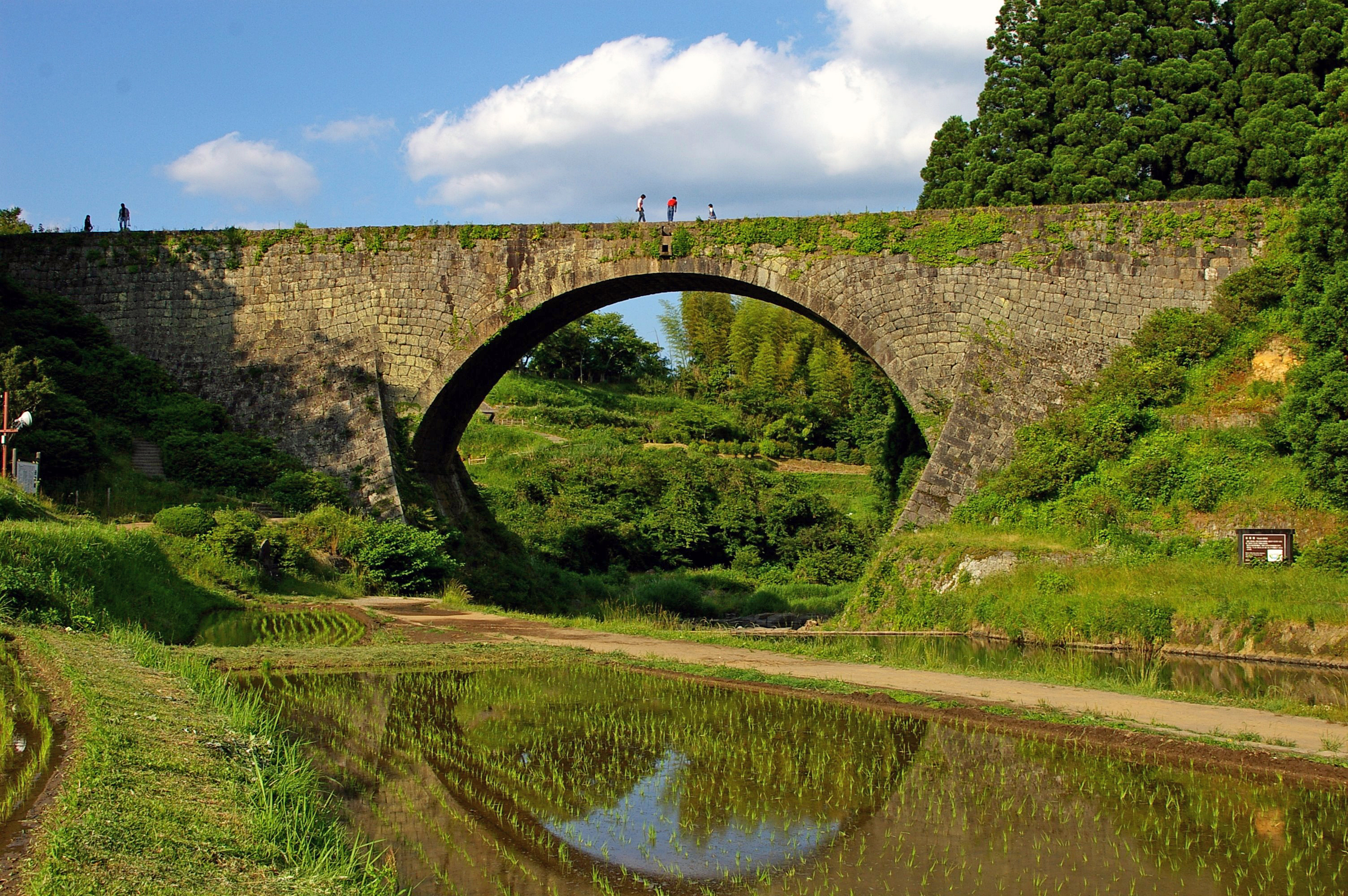
通潤橋

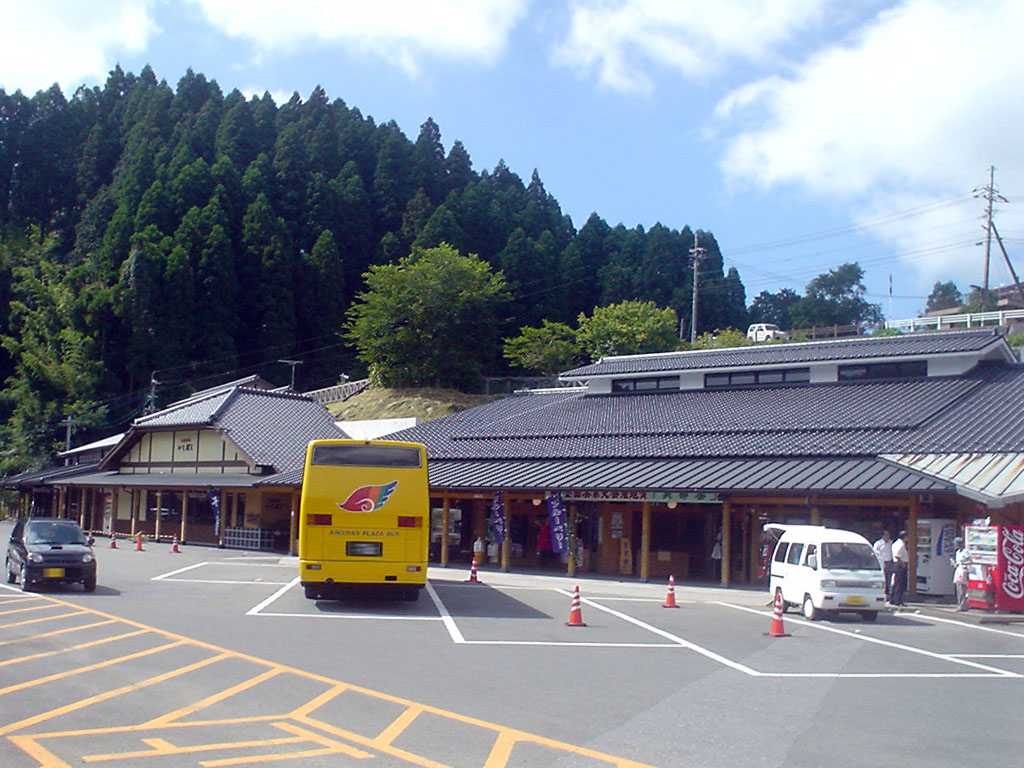
移転前の道の駅通潤橋

2000年（平成12年）8月に上益城郡山都町下市の通潤橋近くに登録され、2001年（平成13年）5月に開駅した。その後、山都町の「道の駅整備事業基本計画」で、道の駅の機能を移転して地域住民の活動拠点とし、従前の施設は通潤橋に特化した観光拠点の施設「通潤橋ミエルテラス」として整備することになった。
2024年（令和6年）1月13日正午に九州中央自動車道・山都通潤橋IC前に移転した。山都通潤橋ICは同年2月11日に供用開始。
なお、従来の道の駅の施設にあたる物産館「虹の通潤館」・食堂「食事処 いしばし」・博物館「通潤橋史料館」は、道の駅移転後もそれまでの場所（山都町下市）で引き続き営業している。

## 歴史
- 2000年（平成12年）8月18日 - 道の駅第16回登録において、「道の駅通潤橋」として登録。
- 2001年（平成13年）5月 - 開駅[2]。
- 2024年（令和6年）1月13日 - 九州中央自動車道 山都通潤橋IC前に移転[2][4][5]。

## 施設
山都町城平に山都町産のスギを多く利用した建物が建設され、2024年1月13日に道の駅は移転した。
- 駐車場：59台[4]
- トイレ
- 物産館「オオルリ」[5]
- レストラン「アーチ」[5]
- キッズ・ベビーコーナー[4]
- イベントスペース[4]
- 多目的広場[4]
- 観光案内コーナー[5]

## 休館日
- 年末年始

## アクセス
道路 
- 国道218号 - 登録路線
- E77 九州中央自動車道 山都通潤橋IC

 バス路線 （道の駅通潤橋内ロータリーに設置）
山都町バス停留所
- ごかせ号 （高速バス） - 宮崎交通・西鉄バス

福岡市（西鉄天神高速バスターミナル ・博多バスターミナル ・福岡空港）方面
五ヶ瀬町（役場前）・高千穂バスセンター ・延岡駅前方面
道の駅通潤橋バス停留所
- ふれあいバス「浜町馬見原線」 - 山都町コミュニティバス

浜町（山都町ふれあいバスセンター）方面 / 清和文楽邑・馬見原方面

## 周辺
- 山都町役場
- 通潤橋
- 五老ヶ滝